# Крокетт, Джим (младший)
Джеймс Аллен Кро́кетт-младший (англ. James Allen Crockett Jr., 10 августа 1944, Шарлотт, Северная Каролина — 3 марта 2021, Шарлотт, Северная Каролина) — бывший рестлинг-промоутер. С 1973 по 1988 год он владел Jim Crockett Promotions (JCP) — рестлинг-компаниями, аффилированными с National Wrestling Alliance (NWA). С 1976 по 1987 год он также владел «Шарлотт Найтс», команду из Minor League Baseball, базирующуюся Шарлотт, Северная Каролина.

## Ранние годы
Родился у Джима Крокетта и Элизабет Крокетт в Шарлотт, Северная Каролина. Джим-младший в 1960 году окончил школу Myers Park High School в родном городе. Он и его младшие братья и сестры (Давид, Джекки, и Фрэнсис) были в значительной степени вовлечены в рестлинг, пока их отец не умер в 1973 году. Старший Крокетт был организатором рестлинг-мероприятий и других развлечений с 1931 года (при нём JCP вступления в NWA в 1950 году).

## Карьера

### Jim Crockett Promotions
Хотя Джим Крокетт-старший хотел, чтобы его зять Джон Рингли руководил Jim Crockett Promotions (JCP), Джим-младший скрепя сердце, взял компанию на себя. Крокетт пригласил рестлера Джорджа Скотта как главного букера и подписал рестлеров со всей страны: от ветеранов, таких как Ваху Макдэниел до молодых рестлеров, как Рик Флэр.
К 1980-м годам американский рестлинг претерпевал быстрые изменения. Старая, санкционированная National Wrestling Alliance (NWA) система отдельных региональных «территориальных» промоушенов рушилась под растущим конкурентным давлением World Wrestling Federation (WWF, ныне WWE) Винса Макмэна, которая сама была семейным территориальным промоушеном, охватывающим северо-восток США, и агрессивно расширялась, превращаясь в общенациональный промоушен. Крокетт имел схожие цели расширения, представляя себе объединённую NWA через выкуп или слияние JCP со всеми региональными промоушенами NWA.
С ноября 1988 года, Крокетт был на грани банкротства и продал свою компанию Теду Тёрнера, который переименовал её в World Championship Wrestling (WCW). Крокетт оставался президентом WCW до 1991 года.

### После рестлинга
С момента своего ухода из рестлинга Крокетт работал в Техасе риэлтором и оформлял ипотечные кредиты.

## Смерть
28 февраля 2021 года Дэйв Мельтцер из Wrestling Observer Newsletter сообщил, что Крокетт находится в тяжелом состоянии. Четыре дня спустя Роберт Гибсон сообщил, что он умер от осложнений печеночной и почечной недостаточности. По словам его брата Дэвида, Крокетт также заразился COVID-19 двумя месяцами ранее. Ему было 76 лет.

## Награды
- Wrestling Observer Newsletter
  - Зал славы Wrestling Observer Newsletter (2021)[10]